# Église San Giorgio Maggiore
Pour les articles homonymes, voir San Giorgio et San Giorgio Maggiore.
L'église San Giorgio Maggiore (Saint-Georges-Majeur) est une église du centre historique de Naples protégé par l'UNESCO. Elle est dédiée à saint Georges et dépend de l'archidiocèse de Naples.

## Histoire
L'édifice religieux prend son origine entre la fin du IVe et le début du Ve siècle comme église paléochrétienne; elle est appelée la severiana car elle a été construite de par la volonté de l'évêque saint Sévère de Naples. Son vocable actuel date du IXe siècle, en honneur du soldat martyr, que le peuple napolitain avait pris comme protecteur dans sa lutte contre les Lombards. Pendant toute la durée du Moyen Âge, Naples disposait de quatre paroisses, dont Saint-Georges-Majeur faisait partie, avec celle des Saints-Apôtres, celle de Saint-Jean-Majeur et celle de Sainte-Marie-Majeure.
En 1640, un incendie détruit une bonne partie de l'église qui est restructurée grâce à Cosimo Fanzago qui en interverti l'orientation: ainsi l'entrée actuelle se trouve derrière l'ancienne abside de l'église primitive. En 1694, elle est encore restructurée à cause d'un tremblement de terre. Plus tard, Cosimo Fanzago transfère une partie des colonnes dans l'église Santa Maria degli Angeli alle Croci, toute voisine.
Dans la seconde moitié du XIXe siècle, la nef du côté droit est démolie dans le cadre du grand réaménagement urbain de cette époque, afin d'élargir la via Duomo, à l'origine pas plus large que les petites rues parallèles.

## Description
L'entrée principale est ouverte dans l'ancienne abside de la basilique paléochrétienne: c'est un exemple rare d'abside ouverte en arc, caractérisée par trois arcs posés sur deux colonnes antiques de marbre à chapiteau corinthien avec un balustre (pulvinus) présentant des croix à monogramme chrétien.
L'intérieur de l'église est caractérisé par deux nefs, la centrale et celle de gauche. La nef centrale présente trois coupoles, dont deux en forme hémisphérique légèrement écrasée « en bol » et celle du milieu avec une forme plus élevée.
Le maître-autel se trouve dans une nouvelle abside à plan rectangulaire, fermée par une paire de colonnes corinthiennes ornées de stucs blancs, disposées en demi-cercle.
Près du portail d'entrée latéral, se trouve l'antique chaire de marbre de saint Sévère de Naples (fondateur de l'église), placée devant le pilier droit. Les autels latéraux possèdent des tableaux de grandes dimensions, œuvres de Camillo Lionti, de Francesco Peresi et d'autres peintres de moindre renommée. On remarque dans la chapelle à gauche du maître-autel des fresques de la période de jeunesse de Francesco Solimena.
L'église abrite de nombreuses autres œuvres d'art, comme des panneaux de style byzantin, un crucifix de bois du XIIIe siècle et le maître-autel qui contient les reliques de saint Sévère.

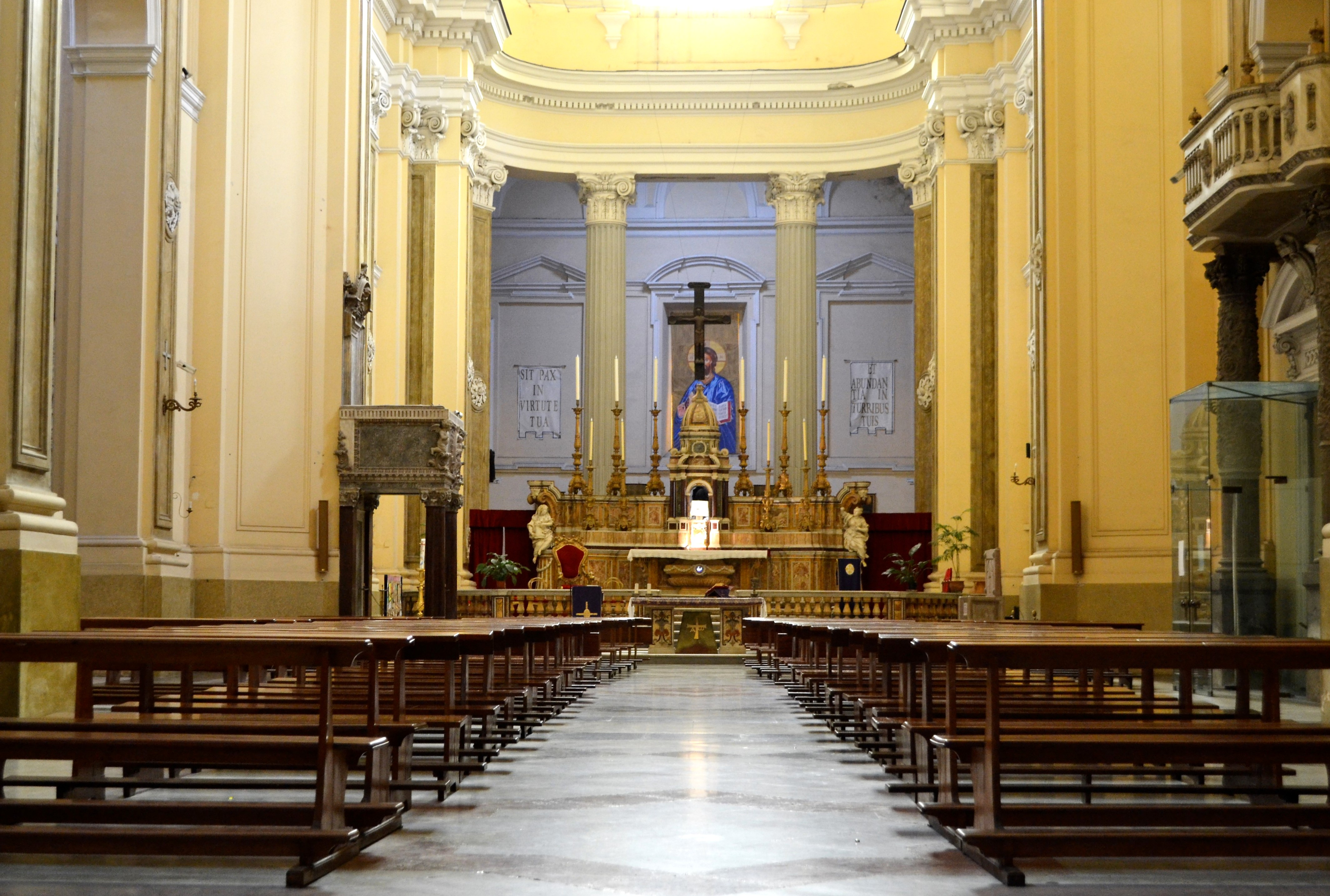
Détail de la nef centrale
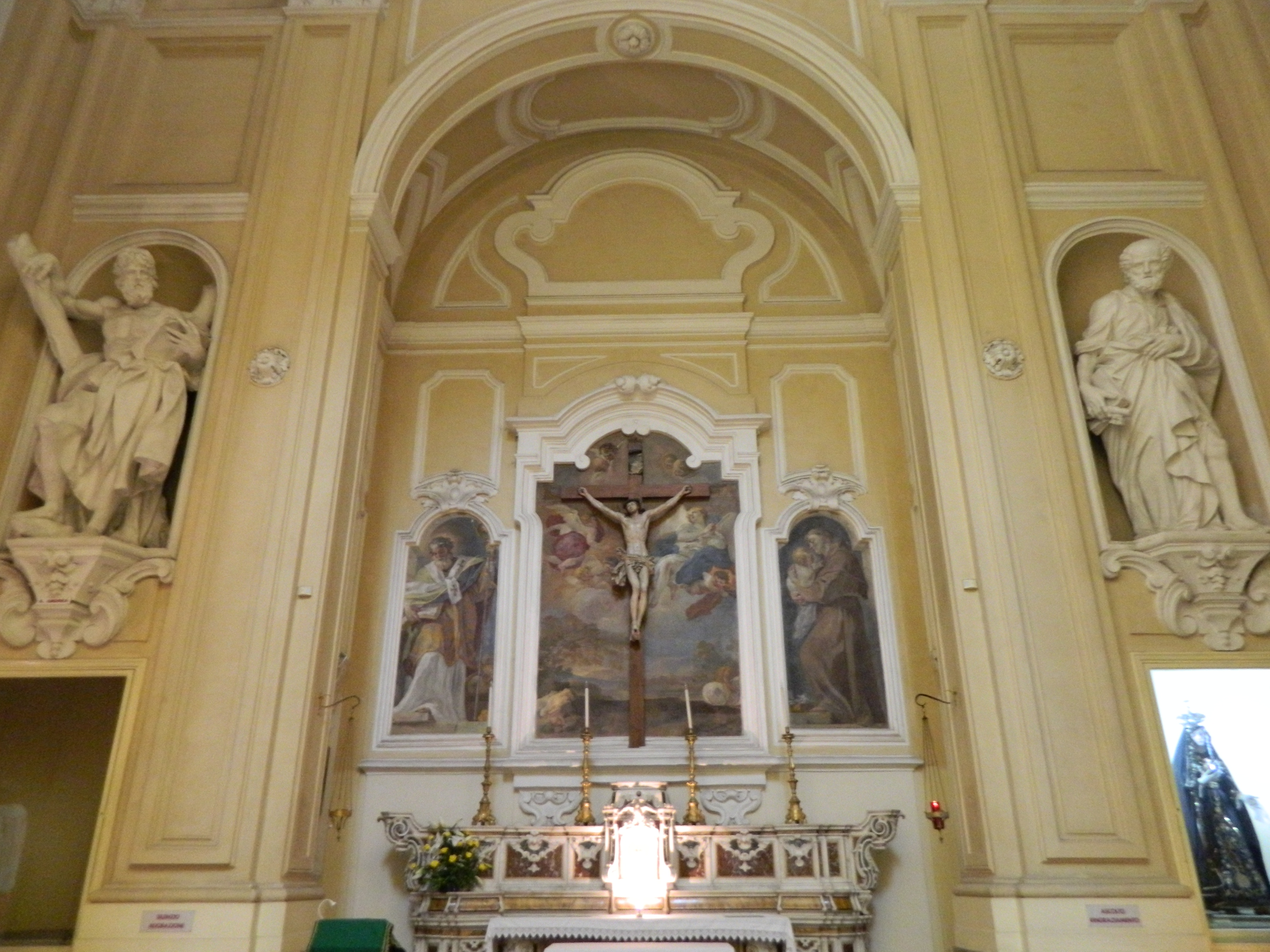
Chapelle avec les fresques de Solimena
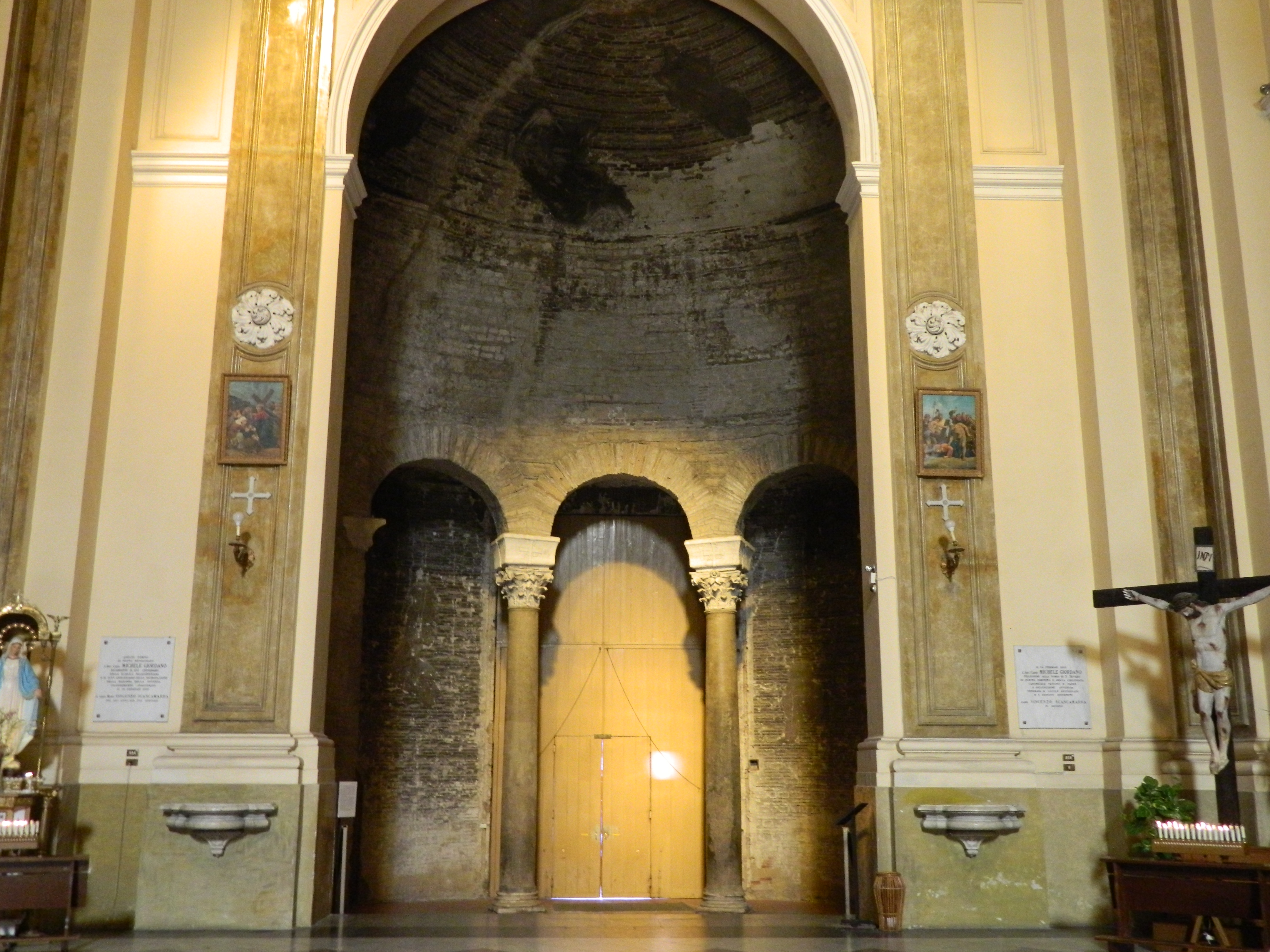
L'abside paléochrétienne, aujourd'hui entrée de l'église
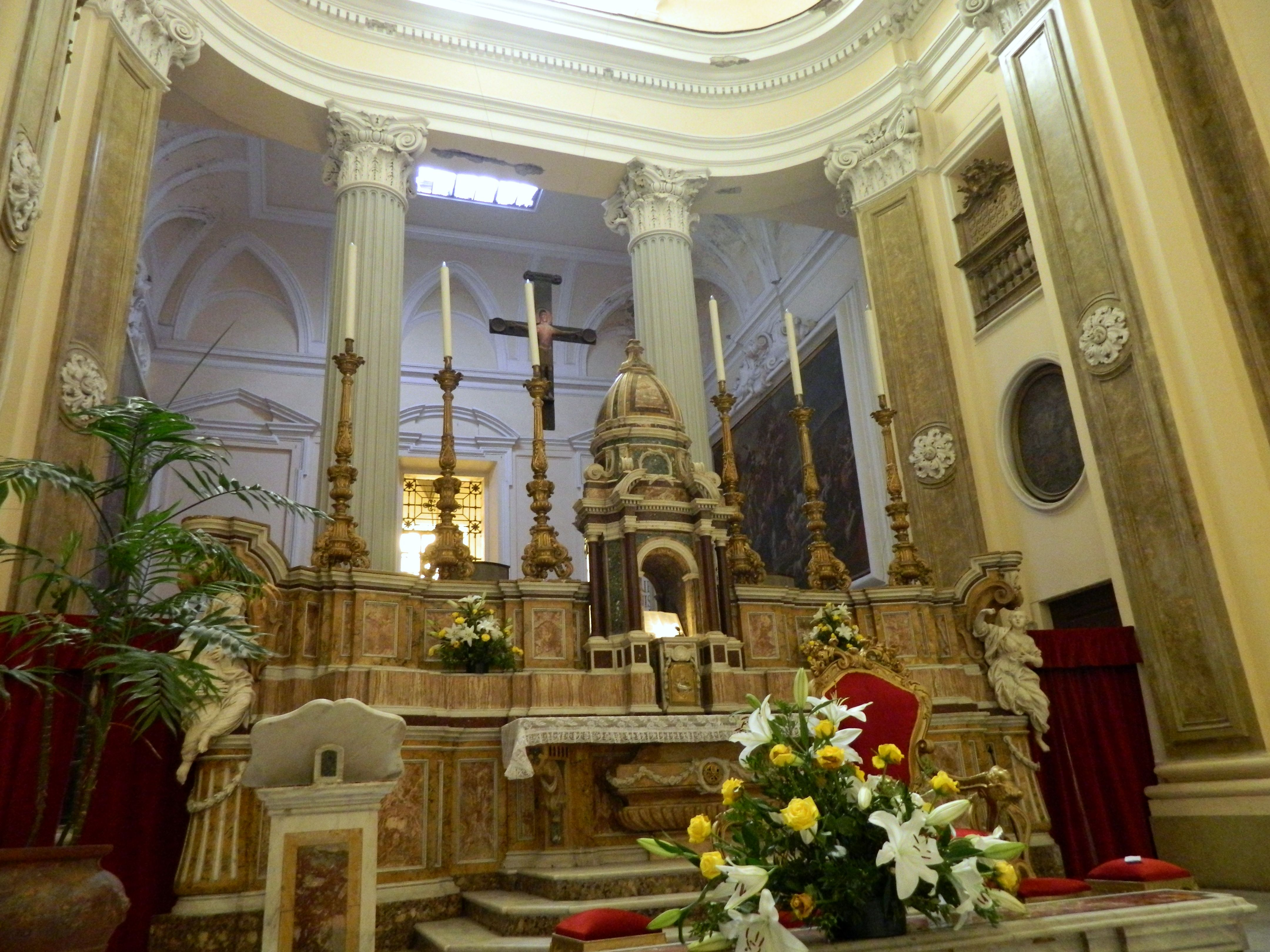
L'abside nouvelle
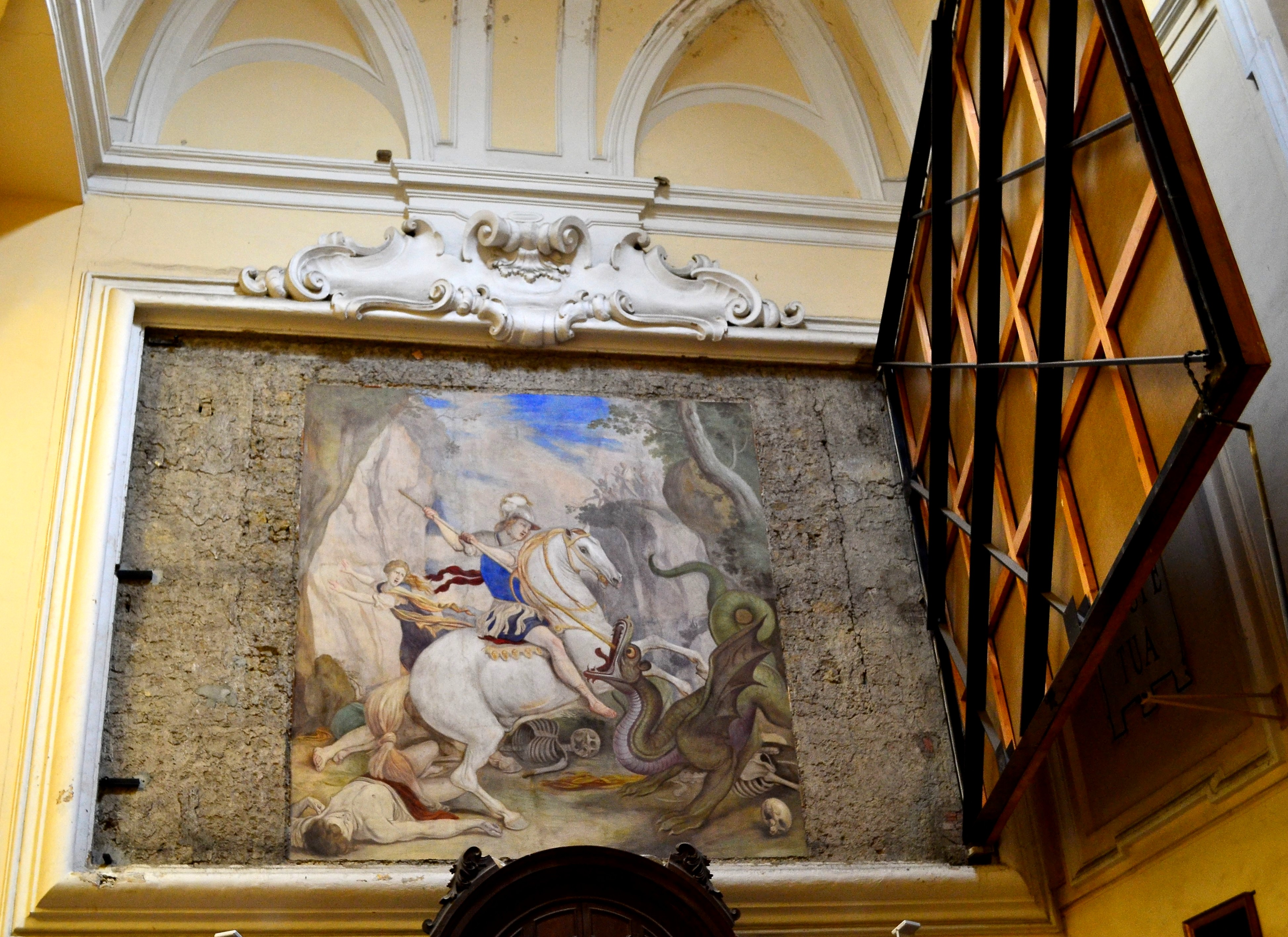
Autre

## Source de la traduction
- (it) Cet article est partiellement ou en totalité issu de l’article de Wikipédia en italien intitulé « Chiesa di San Giorgio Maggiore (Napoli) » (voir la liste des auteurs).